# 広島県道51号甲山甲奴上市線
広島県道51号甲山甲奴上市線（ひろしまけんどう51ごう こうざんこうぬかみいちせん）は、広島県世羅郡世羅町西上原から同庄原市総領町稲草を結ぶ県道（主要地方道）である。

## 概要

### 路線データ
- 起点：広島県世羅郡世羅町西上原（国道432号（広島県道25号三原東城線重用）交点）
- 終点：広島県庄原市総領町稲草（国道432号・広島県道78号三良坂総領線交点）
- 総延長：約26.6 km

## 歴史
- 1993年（平成5年）5月11日 - 建設省から、県道甲山甲奴上市線が甲山甲奴上市線として主要地方道に指定される[1]。

## 路線状況

### 重複区間
- 広島県道56号府中世羅三和線（世羅郡世羅町別迫 地内）
- 広島県道27号吉舎油木線（三次市甲奴町西野・西野交差点 - 三次市甲奴町梶田・梶田上交差点）
- 広島県道426号太郎丸吉舎線（三次市甲奴町抜湯〔ぬくゆ〕 - 三次市甲奴町太郎丸）

## 地理

### 通過する自治体
- 広島県
  - 世羅郡世羅町
  - 三次市
  - 庄原市

### 交差する道路

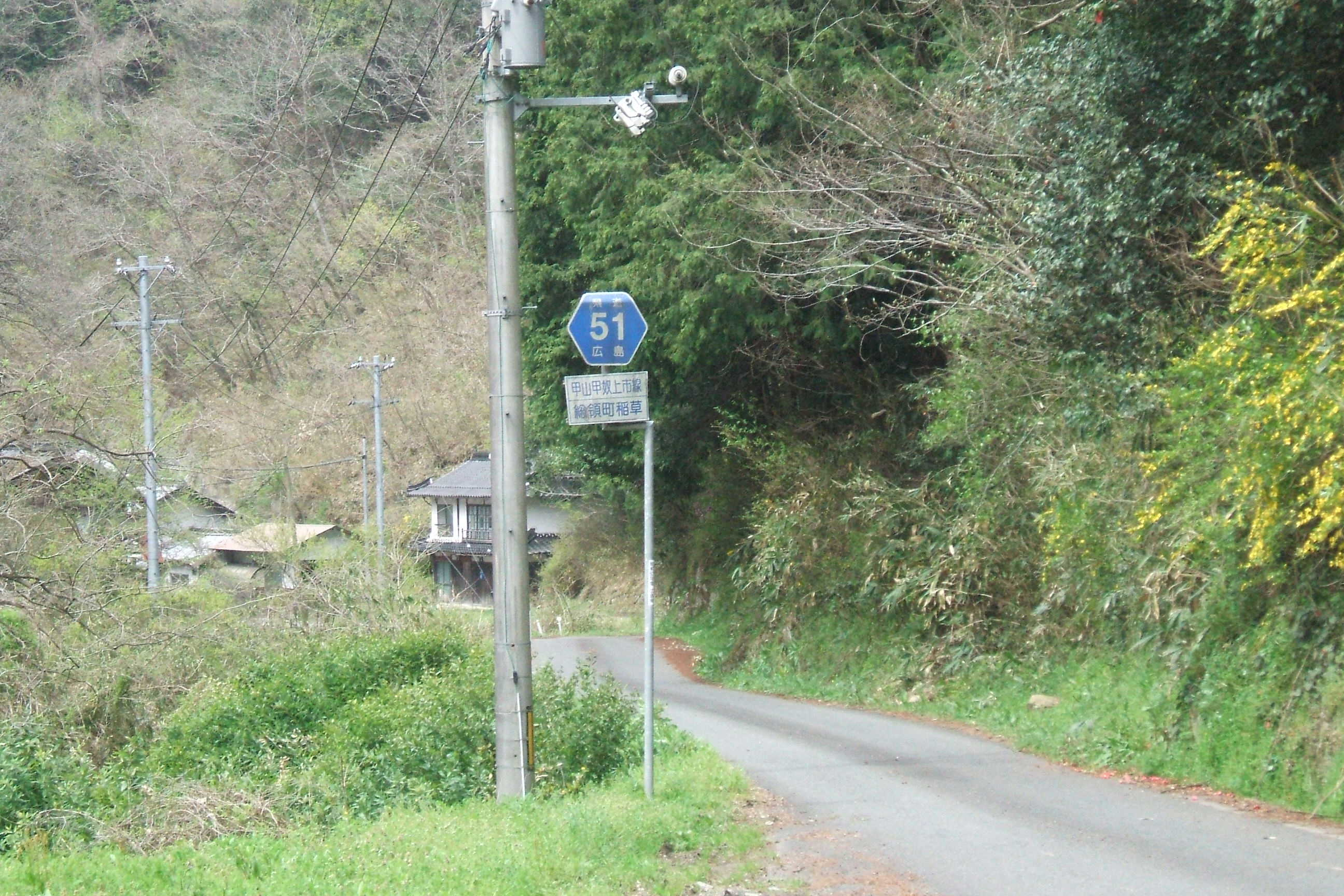
庄原市総領町稲草にある51号標識

| 交差する道路                                                    | 市町村名 | 市町村名 | 交差する場所         | 交差する場所      |
| --------------------------------------------------------------- | -------- | -------- | -------------------- | ----------------- |
| 国道432号 広島県道25号三原東城線 重複                           | 世羅郡   | 世羅町   | 西上原               | 起点              |
| 世羅広域農道 / 世羅高原ふれあいロード                           | 世羅郡   | 世羅町   | 別迫                 |                   |
| 広島県道56号府中世羅三和線 重複区間起点 広島県道403号別迫上下線 | 世羅郡   | 世羅町   | 別迫                 |                   |
| 広島県道56号府中世羅三和線 重複区間終点                         | 世羅郡   | 世羅町   | 別迫                 |                   |
| 広島県道427号宇賀矢野線                                         | 三次市   | 三次市   | 甲奴町小童（ひち）   |                   |
| 広島県道424号甲奴インター線                                     | 三次市   | 三次市   | 甲奴町西野           |                   |
| 広島県道27号吉舎油木線 重複区間起点                             | 三次市   | 三次市   | 甲奴町西野           | 西野交差点        |
| 広島県道27号吉舎油木線 重複区間終点                             | 三次市   | 三次市   | 甲奴町梶田           | 梶田上交差点      |
| 広島県道426号太郎丸吉舎線 重複区間起点                          | 三次市   | 三次市   | 甲奴町抜湯（ぬくゆ） |                   |
| 広島県道426号太郎丸吉舎線 重複区間終点                          | 三次市   | 三次市   | 甲奴町太郎丸         |                   |
| 国道432号 広島県道78号三良坂総領線                              | 庄原市   | 庄原市   | 総領町稲草           | 上市交差点 / 終点 |